# 偰玹準
偰 玹準（ソル・ヒョンジュン、ハングル：설현준、1999年1月29日-）は、韓国の囲碁棋士。ソウル市出身、韓国棋院所属、九段。
陜川郡招待河燦錫国手杯英才囲碁大会優勝、韓国棋院選手権戦準優勝など。

## 経歴
2013年初段。2015年二段。2016年三段、利民杯世界囲碁星鋭最強戦ベスト8。2017年陜川郡招待河燦錫国手杯英才囲碁大会で優勝、クラウン・ヘテ杯ベスト8。2018年四段。2019年五段、囲碁テレビ杯早碁戦ベスト8。2020年六段。2021年七段、クラウン・ヘテ杯準優勝。2022年八段。2023年クラウン・ヘテ杯準優勝。2024年九段、韓国棋院選手権戦準優勝。
韓国囲碁リーグでは2014年に出場。中国囲碁リーグでは、2018年に乙級リーグに武漢チームで出場。2019年には山東チームで甲級リーグに出場。韓国囲碁棋士ランキングでは2023年に11位。

### 主な棋歴
国際棋戦
- 利民杯世界囲碁星鋭最強戦 2016年ベスト8
- 奕城中韓冠軍争覇戦 2022年準優勝[1]
- 農心辛ラーメン杯世界囲碁最強戦
  - 2023年(25回) 0-1（×許家元）
  - 2024年(26回) 0-1（×柯潔）

国内棋戦、その他
- 陜川郡招待河燦錫国手杯英才囲碁大会 2017年優勝
  - 2017年 韓中日英才戦 1-1（◯広瀬優一、×許嘉陽）、英才頂上対決 ×朴廷桓
  - 2019年 歴代英才vs女子頂上連勝対抗戦 0-1（×崔精）
- クラウン・ヘテ杯 2021年、2023年準優勝
- 5六七関節タイミング韓国棋院選手権戦 2024年準優勝
- 韓国囲碁リーグ
  - 2014年（CJ E&M）1-0
  - 2015年（韓国物価情報）0-1
  - 2017年（韓国物価情報）7-7
  - 2018年（BGF）5-8
  - 2019-20年（サイバーORO）8-7
  - 2020-21年（囲碁メッカ議政府）6-8
  - 2021-22年（囲碁メッカ議政府）11-5
  - 2022-23年（囲碁メッカ議政府）9-9
  - 2023-24年（馬韓心臓霊岩）9-6

- 中国囲碁リーグ
  - 2018年乙級（武漢三民）7-1
  - 2019年甲級（山東濰坊高新区）0-2
  - 2020年乙級（上海清一）5-3
  - 2021年乙級（上海清一）6-2
  - 2022年乙級（上海清一）6-2
  - 2024年甲級（衢州爛柯）

## 注
1. ↑  2022 中韩冠军争霸赛 - 弈城商城